# Cerapachys flammeus
Cerapachys flammeus är en myrart som först beskrevs av Clark 1930.  Cerapachys flammeus ingår i släktet Cerapachys och familjen myror. Inga underarter finns listade i Catalogue of Life.